# Mieczysław Kruk
Mieczysław Kruk (ur. 5 lipca 1933 we Lwowie, zm. 18 listopada 1996 w Rzeszowie) – polski piłkarz grający na pozycji napastnika, trener.

## Kariera piłkarska
Mieczysław Kruk miał opinię odważnego napastnika o świetnych warunkach fizycznych. Karierę piłkarską rozpoczął w 1952 roku w Polonii Bytom, w barwach której 7 września 1952 roku w wygranym 2:1 meczu wyjazdowym z Górnikiem Radlin zadebiutował w ekstraklasie, zmieniając w 46. minucie Kazimierza Trampisza. W klubie grał do końca sezonu 1953.
Następnie w latach 1954–1956 reprezentował barwy II-ligowej Polonii Warszawa, a w latach 1957–1959 był zawodnikiem Legii Warszawa, w której nie był w stanie wywalczyć miejsca w podstawowym w składzie, w związku z czym przeniósł się do Stali Rzeszów, z którą w sezonie 1962 awansował do ekstraklasy oraz w której w 1963 roku przedwcześnie zakończył karierę piłkarską. W ekstraklasie, w której łącznie rozegrał 64 mecze oraz zdobył 19 goli, ostatni mecz rozegrał 27 października 1963 roku. Wówczas Stal Rzeszów zremisowała u siebie 2:2 z Wisłą Kraków, a Kruk zmienił w tym meczu Ludwika Poświata.

## Kariera trenerska
Mieczysław Kruk po zakończeniu kariery piłkarskiej rozpoczął karierę trenerską. W 1980–1981 był trenerem Stali Mielec.